# Château Latour

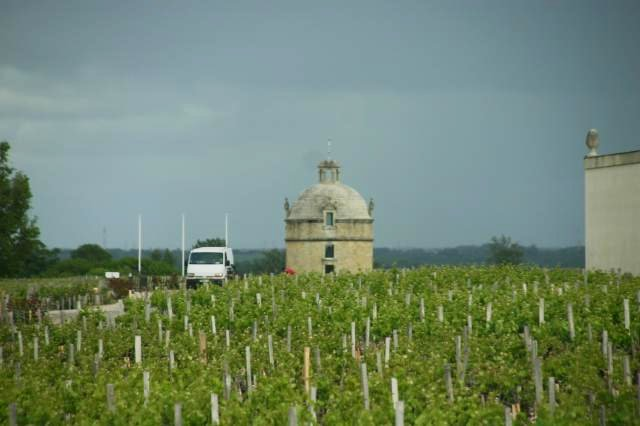
De toren op het wijngoed Latour

Het Château Latour is een van de beroemdste wijngoederen ter wereld. Het ligt in de Bordeaux in Pauillac. Het ligt aan de grens met het wijngebied Saint-Julien.
Château Latour is geclassificeerd als Premier Grand Cru Classé volgens het classificatiesysteem voor Bordeauxwijn van 1855. Het wijngoed omvat 60 hectare en er wordt ongeveer 78% cabernet sauvignon, 17% merlot en een beetje cabernet franc en petit verdot aangebouwd. De tweede wijn van het wijngoed heet Les Forts de Latour en is sinds het oogstjaar 1966 beschikbaar. Sinds 1990 wordt jaarlijks zelfs een derde wijn uitgebracht onder de naam Pauillac (daarvoor werd de wijn alleen uitgebracht in 1973, 1974 en 1987).
Intens, diep, weelderig en strak zijn de hoofdkenmerken van Latour. De wijnen worden gekenmerkt door een grote hoeveelheid tannine, waardoor de wijn de tijd nodig heeft om te rijpen; een jonge Latour is niet elegant. Latour is een uiterst gereserveerde wijn, streng, stoer en gedistingeerd, maar niet lieflijk.

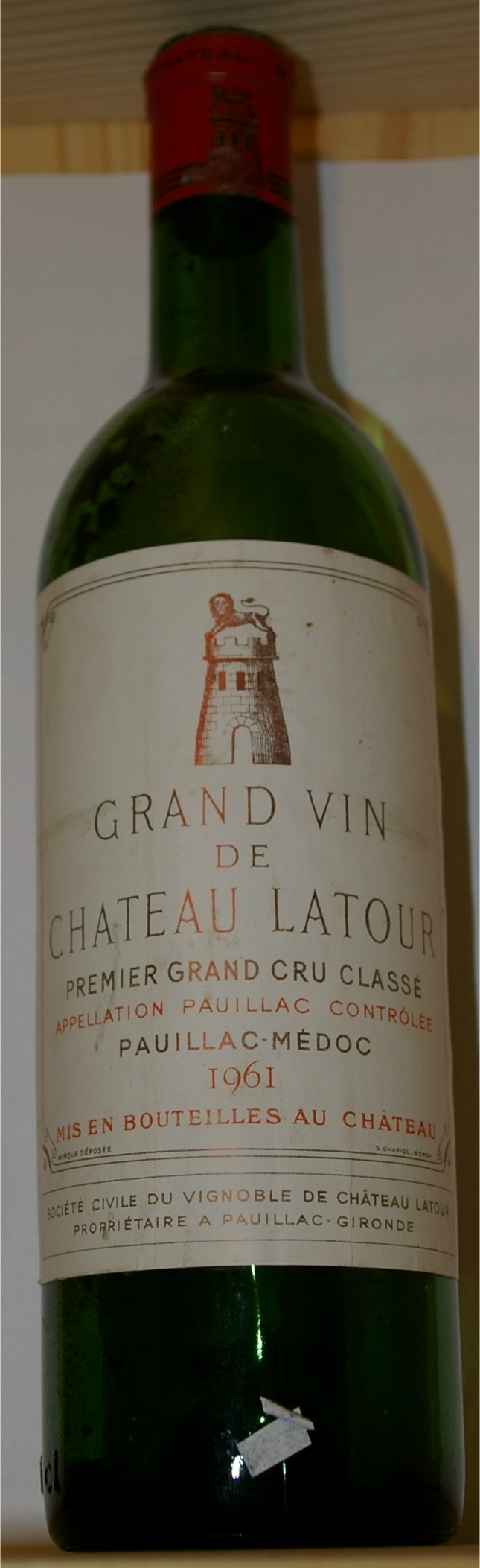
Een Château Latour uit 1961

Als absolute topwijnen worden de wijnen uit 1947, 1949, 1950, 1959, 1961, 1966, 1970, 1982, 1986, 1990, 1996 en 2000 beschouwd. Latour 1961 heeft onder wijnliefhebbers legendarische status. Recente topjaargangen zijn 2003, 2005, 2009 en 2010. Bij deze opsomming moet opgemerkt worden dat de kracht van Latour is, zelfs in mindere jaren goede wijnen te produceren.

## Geschiedenis
De (oorspronkelijk vierkante) toren die naamgever is van het château maakte deel uit van een verdedigingslinie tegen piraten die vanaf de oceaan naderden. Er werden al wijnstokken geplant vanaf de 14e eeuw en tegen 1600 was op zijn minst een kwart van het land wijngaard. Tegen het einde van de 17e eeuw werden enkele kleinere landgoederen samengebracht onder het bewind van de familie Mullet. De Nieuwe Franse claret die zij produceerde werd voor het eerst geveild in de koffiehuizen van Londen tegen het einde van de 18e eeuw. Hoewel de familie Clauzel het domein vanaf 1677 bezat, viel het door huwelijksvererving in handen van de machtige familie Ségur, die ook Lafite, Mouton en Château Calon-Ségur in bezit had. Toen de markies Nicolas-Alexandre de Ségur, Le Prince des Vignes, in 1755 stierf, verviel het domein aan zijn vier dochters, waarvan drie het volledige eigendom bemachtigden in 1760. Hun mannelijke erfgenamen bleven in bezit van het château, dat in 1842 een particuliere onderneming werd, totdat het in 1963 werd gekocht door de Britse familie Pearson, waarbij 25 procent werd verworven door de wijnhandel Harveys of Bristol en een minderheidsbelang in handen bleef van de Franse families. Het domein werd ingrijpend gemoderniseerd, waarbij controversiële roestvrijstalen tanks werden geïnstalleerd als gistingsvaten vanaf de oogst van 1964, deels op advies van directeur Harry Waugh. In 1989 werd het domein verkocht aan de multinational Allied-Lyons Hiram Walker, die al eigenaar was van Harveys of Bristol, voor een bedrag van £ 110 miljoen. In juni 1993 verkochten zij hun aandeel van 94 procent aan de Pinault-groep van François Pinault voor 129 miljoen dollar. Pinault is ook eigenaar van de Fondation Pinault en (sinds 1998) van het Londense veilinghuis Christie's.
Tot 1986 leidden vooral de inspanningen van directeur Jean-Paul Gardère ertoe dat Latour weer meetelde bij de absolute top uit de Bordeaux. Na zijn pensioen bleef hij aan het domein verbonden als adviseur.